# اللمعة

تعديل مصدري - تعديل

اللمعة هي إحدى حارات حي يريم بمدينة يريم أحد مدن محافظة إب، بلغ تعداد سكانها 138 نسمة حسب تعداد اليمن لعام 2004.